# ソビエト連邦共産党 (1992)
ソビエト連邦共産党（-れんぽうきょうさんとう、ロシア語: Коммунистическая партия Советского Союза、英語:Communist Party of the Soviet Union）は、旧ソ連諸国で活動するセルゲイ・ スクヴォルツォフが率いる政党。党は1992年にミハイル・ゴルバチョフを排除した29回目のいわゆる「ソ連復活会議」において設立された。党は旧ソ連共産党の後継政党であると主張し、ソ連の復活を目標として掲げた。公然組織として「クリル列島の防衛のための全ロシア委員会」「社会正義のための運動」「国際ストライキ委員会」が存在する。機関紙はナロードナヤ・ガゼタ（人民新聞）である。スクヴォルツォフは、機関紙の編集長であると共に党の第一書記を務めている。